# Delphine Delsalle
Delphine Delsalle, née le 7 septembre 1985 à Ajaccio, est une judokate française évoluant dans la catégorie des moins de 52 kg.

## Biographie
Aux Championnats d'Europe par équipes de judo, elle est médaillée d'or en 2005 et médaillée d'argent en 2006 et 2009. Elle remporte la médaille d'argent aux Jeux de la Francophonie de 2005 et à l'Universiade d'été de 2009 ainsi que la médaille de bronze aux Jeux méditerranéens de 2013. Au niveau national, elle est sacrée championne de France en 2006 et en 2012. Après avoir obtenu un master programme Grandes Ecoles à l'ESCP Europe en 2015, elle met un terme à sa carrière de judoka mais reste licencié au club de Champigny sur Marne
Dans le cadre de sa reconversion professionnelle, elle s'est associée à Stéphane Biez, aussi ancien judoka de haut niveau pour créer un cabinet de conseil en gestion de patrimoine en 2018.